# Dragan Gaži
Dragan Gaži (Hlebine, 5. srpnja 1930. – 23. lipnja 1983.), hrvatski naivni slikar.

## Životopis
Pripada drugoj generaciji slikara hlebinske škole. Rodio se je u seljačkoj obitelji. Otac mu je bio seljak, Franjo Gaži, a majka Roza, rođena Cuki. Osnovnu školu pohađao je u Hlebinama, gdje završava četiri razreda. Njegovo stvaralaštvo možemo podijeliti na tri faze. 
Prva faza (1946. – 1953.) Prima pouku od Ivana Generalića, te upoznaje Krstu Hegedušića. Crta olovkom i tušem i radi akvarele. 1949. prvi put izlaže u javnosti, u Zagrebu, na izložbi Seljačke sloge.
Druga faza (1954. – 1966.) Realističko-verističko-ekspresionistička faza. Slika portrete i prizore iz svakidašnjega života. Slika malo, samo u slobodno vrijeme, a najviše zimi kada ima manje posla na zemlji i u domaćinstvu. 1954. ženi se Baricom, rođenom Gabaj. Od miraza kupuje prve boje, te tada nastaju prve slike na staklu. 1961. prvi put izlaže u inozemstvu. Prvu samostalnu izložbu imao je 1964. u zagrebačkom, Likovnom studiju kabineta grafike. Prvu samostalnu izložbu u inozemstvu imao je 1966. u Münchenu, u Galerie Carrol. 
Treća faza počinje 1967. Dolazi do promjena u kompoziciji i temetici. Javlja se početak idealizacije prizora. Sve se više bavi slikarstvom, a manje poljoprivredom. 1969. izlazi mu prvi vlastiti značajan katalog i prva mala monografija. 
Njegov mlađi brat Branko bio je naivni kipar.

## Izbor iz djela
- Korpari zimi (1966.)
- Žetva u šumi (1968.)
- Ručak u polju (1971.)
- Sajam (1973.)
- Zima (1969.)
- Požar (1972.)
- Vjetar (1973.)
- Portret Mate Bujine (1959.)   Arhivirana inačica izvorne stranice od 5. ožujka 2016. (Wayback Machine)
- Mrtvi otac (1966.)
- Stari Filip (1967.)

## Vanjske poveznice
- Hrvatski muzej naivne umjetnosti  Arhivirana inačica izvorne stranice od 30. studenoga 2012. (Wayback Machine) Reprodukcije slika